# Senáculo
Um senáculo (em latim senaculum, plural senacula) é um local, coberto ou ao ar livre, utilizado na época da República Romana, onde os senadores efectuavam as suas sessões, assim que os magistrados romanos que os convocavam estimassem que estavam em número suficiente para que a reunião pudesse começar.
Quatro senáculas são mencionadas em textos antigos em seis referências de cinco autores diferentes: o da Cúria Hostília, o do templo de Bellona, o chamado ad Portam Capenam e um último localizado no Monte Capitolino. Todos estão diretamente relacionados com um edifício em frente ao qual o Senado se reunia regularmente.

## Função
Quando um magistrado queria reunir o Senado, sentava-se uma cadeira curule em frente às portas da Cúria e enviava os arautos (praecones) por toda parte da cidade para anunciar a reunião iminente. Quando o quórum era suficiente, ou seja, quando o magistrado que convocou os senadores considerava que eram suficientemente numerosos, estes entravam na Cúria e ocupavam um assento. Ao contrário da cúria, o senáculo não é um local institucional. As trocas entre os senadores naquele local não tinham caráter oficial, eram discussões preliminares dos debates que aconteciam na cúria, espaço consagrado (templum). Segundo Valerius Maximus, às vezes era necessário esperar que os senadores se reunissem no senáculo, pois muitas vezes se reuniam para debater assuntos de Estado. ·  
O Senado anteriormente comparecia normalmente naquele local, que até hoje também é chamado de Senado. Não tinha carácter edital, mas quando chamado, o senado vinha posteriormente à Prefeitura.
 Valério Máximo parece exagerar esta tradição dos senadores no início e meados da República sobre se reunirem no senáculo. O mais provável é que fossem senadores idosos que não podiam assumir o comando militar ou trabalhar na própria cidade. O encontro neste espaço permitiu-lhes afirmar o seu importante estatuto e, no caso do senáculo da Cúria Hostília, assistir aos jogos realizados na praça a partir de um local alto, em vez de estar num nível mais baixo como o restante do Fórum.